# キシログルカン
キシログルカン（xyloglucan）とは、グルコースがβ-1,4結合で連なったセルロース主鎖に対し、キシロースが側鎖としてα1,6結合で結合したヘミセルロース多糖の一種である。側鎖にガラクトースやフコースが含まれることもある。
双子葉植物の一次細胞壁には普遍的に含まれ、セルロースミクロフィブリル間を架橋している。またマメ科の植物、タマリンドの種子にはほぼ純粋なキシログルカンが含まれることが知られている。デンプンのようにヨウ素液で染色されるため、｢アミロイド｣とも呼ばれる。